# System V
System V, abreujat comunament SysV i rarament System 5, fou una de les versions del sistema operatiu Unix. Va ser desenvolupada originalment per AT&T i llançada per primera vegada el 1983. Van ser alliberades quatre versions de System V, denominades Releases 1, 2, 3 i 4. System V Release 4, o SVR4, va ser la versió més popular, i la font de diverses característiques comunes d'Unix, tals com "SysV init scripts" (/etc/init.d), utilitzades pel control d'inici i apagat del sistema. El sistema també forma la base de SVID (de l'anglès System V Interface Definition, Definició d'Interfície de System V), un estàndard que defineix com els sistemes System V han de treballar. L'altra de les dues principals ramificacions dels sistemes Unix és la distribució de programari de Berkeley BSD.
El sistema d'inici System V controla l'arranc dels programes en l'instant d'inici de la màquina. Aquest sistema d'inici és considerat per molts més fàcil d'usar, més potent i flexible que el sistema d'inici BSD tradicional.

Arbre històric d'Unix

## Històric de versions

### SVR1
SVR1 va ser la primera versió de System V (també anomenada System V.0 o System V Release 1, SVR1), apareguda el 1983, basada en System III. Desenvolupada per AT&T's UNIX Support Group (USG), va estar basada amb Bell Labs internal USG UNIX 5.0. Inclou l'editor vi i les llibreries curses, ambdós agafats de BSD. També millora el rendiment mitjançant l'addició de buffers i inode. System V corria a màquines DEC VAX i PDP-11. També afegeix suport per a la comunicació entre processos utilitzant missatges, semàfors, i memòria compartida. Va funcionar en màquines DEC.

### SVR2
SVR2 el 1984 inclou millores en el nucli com memoria virtual paginada. El sistema operatiu Apple A/UX està basat en SVR2.

### SVR3
SVR3 en 1987 inclou millores en el sistema de fitxers i una nova API de xarxa. És la base de l'AIX d'IBM.

### SVR4
SVR4 va ser anunciat en 1988, és un desenvolupament conjunt d'ATT i Sun Microsystems. Solaris 2 (Sun OS 5) de Sun (presentat en 1992) està basat en SVR4. El mateix succeeix amb molts Unix comercials (HP, SGI, SCO…). Incorpora característiques de BSD 4.3, Xenix i SunOS: 
- De BSD: suport de TCP/IP, sockets, csh, ufs i suport per grups múltiples.
- De SunOS: virtual file system, NFS, ONC RPC
- De Xenix: controladors i compatibilitat binaria amb equips x86
- A més s'afegeixen moltes altres característiques com ksh, millor internacionalització, suport d'estàndards (ANSI C, POSIX, ...)

El sistema operatiu Amiga Unix està basat en SVR4. També va haver-hi una versió per Atari.
Posteriorment va haver-hi revisions menors de SVR4:
- SVR4MP: versió amb suport multiprocessador. Utilitzat per Unisys, ICL i NCR
- SVR4.1: afegeix entrada/sortida asíncrona
- SVR4.2 (1992): afegeix ACL, i mòduls de nucli carregables, entre d'altres. És la base d'UnixWare de Univel
- SVR4.2MP (1993): versió multiprocessador de 4.2 utilitzat per Unixware 2 en 1995

### SVR5
SVR5 utilitzat exclusivament per SCO en UnixWare 7 i SCO OpenServer 6